# Australian Goldfields Open
Australian Goldfields Open je profesionální bodovaný turnaj ve snookeru.

## Historie
Tento turnaj se pořádá každoročně v hale Bendigo ve státě Victoria, asi 150 kilometrů severozápadně od Melbourne. Vznikl v roce 2011 jako první bodovaný turnaj v Austrálii vůbec. Jeho prvním vítězem se stal Stuart Bingham, který porazil ve finále Marka Williamse 9-8. V roce 2012 zde zvítězil Barry Hawkins a další rok Marco Fu, který vyhrál nad domácím favoritem Neilem Robertsonem. Ten si zopakoval finále i v roce 2014, ale pohár si odvezl Judd Trump, který zvítězil 9-5. V roce 2015 se střetl ve finále John Higgins s Martinem Gouldem. Higgins zvítězil ve vyrovnaném zápase 9-8.

## Vítězové
| Rok                                   | Vítěz                                 | Poražený                              | Výsledek                              | Sezóna                                |
| Australian Goldfields Open (bodovaný) | Australian Goldfields Open (bodovaný) | Australian Goldfields Open (bodovaný) | Australian Goldfields Open (bodovaný) | Australian Goldfields Open (bodovaný) |
| ------------------------------------- | ------------------------------------- | ------------------------------------- | ------------------------------------- | ------------------------------------- |
| 2011                                  | Stuart Bingham                        | Mark Williams                         | 9–8                                   | 2011/12                               |
| 2012                                  | Barry Hawkins                         | Peter Ebdon                           | 9–3                                   | 2012/13                               |
| 2013                                  | Marco Fu                              | Neil Robertson                        | 9–6                                   | 2013/14                               |
| 2014                                  | Judd Trump                            | Neil Robertson                        | 9–5                                   | 2014/15                               |
| 2015                                  | John Higgins                          | Martin Gould                          | 9-8                                   | 2015/16                               |